# Ilija Plamenac
Ilija Plamenac, črnogorski general, * 1821, † 1916.